# Rhopalini
Tribu
Rhopalini est une tribu d'insectes du sous-ordre des hétéroptères (punaises), de la famille des Rhopalidae et de la sous-famille des Rhopalinae.

## Caractéristiques
Au sein des Rhopalinae, les Rhopalini se distinguent par des critères très spécialisés. La face inférieure du métathorax est divisée en deux parties, comme chez les Niesthreini, dont ils sont proches, alors qu'elle est indivise chez les Chorosomatini, les Corizomorphini et les  Harmostini. Ils se distinguent également par une lame, dite apodème, très petite sur le septième segment abdominal des mâles, alors que chez les Niesthreini est elle très développée. La zone évaporatoire des glandes odoriférantes abdominales est bien visible.

## Biologie
Les Rhopalini sont des phytophages plutôt associés aux Malvaceae, bien que certaines espèces se rencontrent sur d'autres familles de plantes, comme la punaise de la jusquiame, très polyphage, et rencontrée sur Asteraceae, Fabaceae, Lamiaceae, Solanaceae, Cupressaceae, etc. Elles aspirent les sucs de la plante, également dans les graines.

## Répartition
Les Rhopalini ont une répartition quasi cosmopolite, à l'exception de l'Amérique du Sud (écozone néotropicale) dont ils sont absents.

## Systématique
La tribu des Rhopalini a été décrite par les entomologistes français Charles Jean-Baptiste Amyot et Jean Guillaume Audinet-Serville en 1843. Putshkov a synonymisé ce groupe avec celui des Maccevethini, distingué par Chopra, une conception toutefois encore discutée aujourd'hui. La phylogénie des Rhopalinae et de ses tribus reste en attente de travaux de confirmation. Il semble que les Rhopalini, avec les Niesthreini, leur groupe frère, soit à la base des Rhopalidae.   
Le groupe compte huit genres et une soixantaine d'espèces.   

### Synonymie
- Maccevethini Chopra, 1967[6].

### Taxinomie
Selon  Species File (21 mai 2023), les genres au sein des Rhopalini sont les suivants : 
- Brachycarenus Fieber, 1860
- Corizus Fallén, 1814
- Limacocarenus Kiritshenko, 1914
- Liorhyssus Stål, 1870
- Maccevethus Dallas, 1852
- Punjentorhopalus Ahmad & Rizvi, 1999
- Rhopalus Schilling, 1827
- Stictopleurus Stål, 1872